# Tholtan

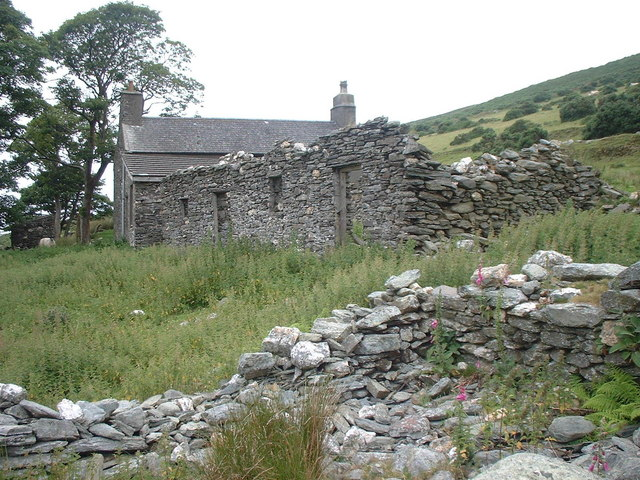
Tholtan von Cronk Doo

Ein Tholtan (plur. Tholtans) ist die Ruine eines Kleinbauernhauses in Trockenmauerwerksbauweise auf der Isle of Man (Criag Mooar Tholtan). Tholtans sind oft rund um Hügel auf den Bergwiesen (auch in Gruppen) zu finden. Die Wände der Längsseiten, der stets ebenerdigen Bauten haben mitunter deutlich hervorstehende Steine über der Tür- und Fensterhöhe, an denen das Reetdach mit Seilen befestigt wurde. Die verlassene Höfe haben Trockenmauerwerke, die nach über 100 Jahren noch intakt sind.
In Cregneash im Süden der Insel, liegt ein landwirtschaftliches Freilichtmuseum mit rekonstruierten Tholtans.